# 린 L. 모레노
린 L. 모레노(Rene L. Moreno, 1969년 12월 26일 ~ )는 미국의 배우, 텔레비전 배우이다.

## 영화
- 섹스 앤 더 시티 (2008년)
- 어글리 베티 (2006년)
- 콜백 (2005년)
- 밴드 오브 브라더스 (2001년) - Pvt. 조셉 라미레즈 역
- 싸이코 - 냉동 살인 (1999년)
- 바이오돔 (1996년)
- 솔저 보이 (1995년)
- 샤도우헌터 (1993년)
- 위기의 사생활 (1990년)
- 영 건 2 (1990년)